# (15922) Masajisaito
(15922) Masajisaito est un astéroïde de la ceinture principale.

## Description
(15922) Masajisaito est un astéroïde de la ceinture principale. Il fut découvert le 1er novembre 1997 à Kitami par Kin Endate et Kazuro Watanabe. Il présente une orbite caractérisée par un demi-grand axe de 2,26 UA, une excentricité de 0,19 et une inclinaison de 3,0° par rapport à l'écliptique.

## Compléments